# NGC 322B
NGC 322B is een lensvormig sterrenstelsel in het sterrenbeeld Phoenix. Het hemelobject ligt in de buurt van een dichterbij gelegen sterrenstelsel dat het nummer NGC 322A draagt.

## Synoniemen
- NGC 322-2
- PGC 95427